# Way Down Yonder in New Orleans

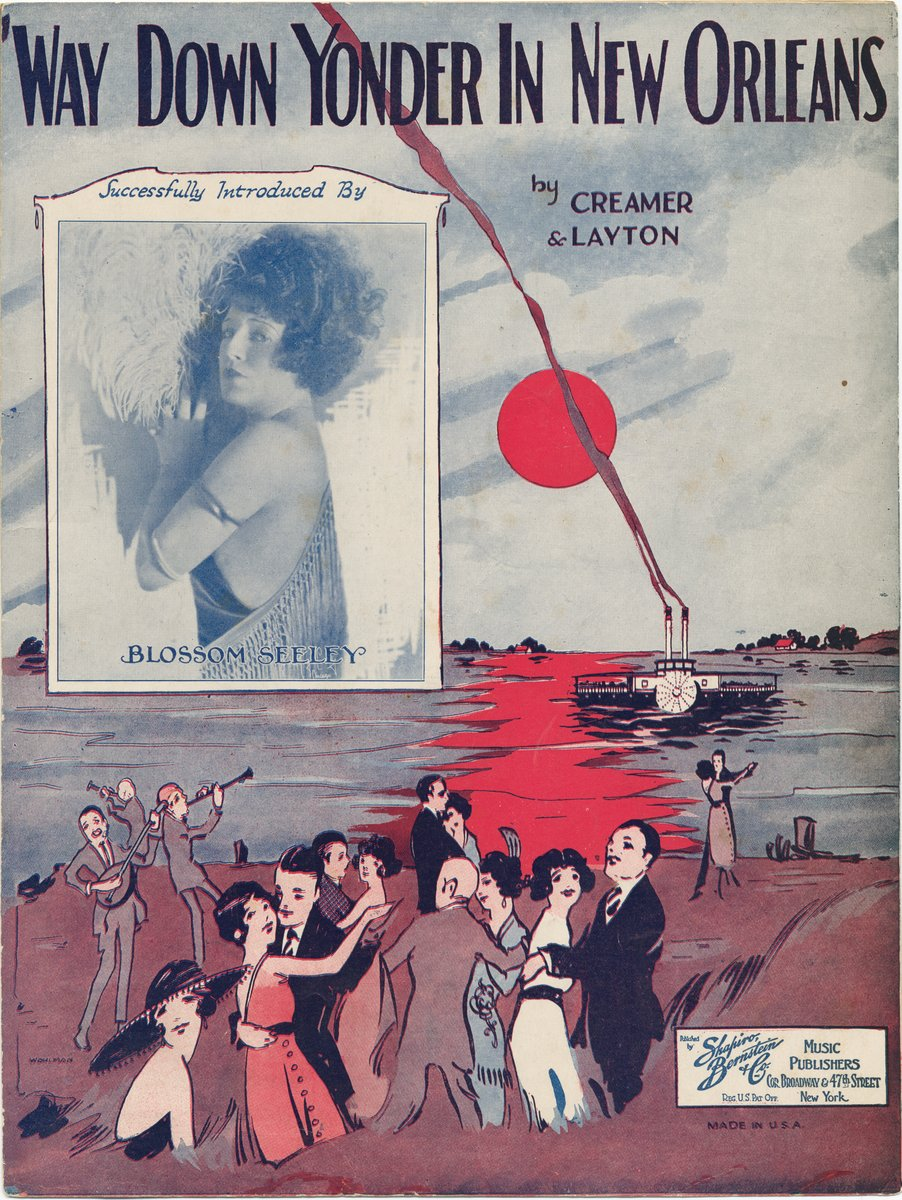
Way Down Yonder in New Orleans in der Notenausgabe von 1922

Way Down Yonder in New Orleans ist ein Popsong, den Turner Layton (Musik) und Henry Creamer (Text) geschrieben haben; das Lied wurde 1922 veröffentlicht und hat sich zu einem Jazzstandard entwickelt.

## Entstehungsgeschichte und Inhalt des Songs
Way Down Yonder in New Orleans war zunächst Bestandteil der Broadway-Revue Spice of 1922, die im Winter Garden Theater in New York aufgeführt wurde. In dem Song im zweiten Akt der Revue besingt ein aus New Orleans stammender Musiker seine Heimatstadt als „Garten Eden“ und als „Himmel schon hier auf Erden.“
Der Song ist in der Liedform A-A′-B-C-A″ verfasst. Dabei ist der letzte A-Teil vier Takte kürzer als die anderen A-Teile; jede Strophe umfasst daher nur 28 Takte.

## Wirkungsgeschichte
Eine der ersten Sängerinnen, die Way Down Yonder in New Orleans interpretierte, war Blossom Seeley, deren Photo auch auf dem Umschlag der Notenausgabe wiedergegeben wurde. Weitere frühe Interpretationen stammen von Frank Guarente, George Kelly, Paul Whiteman und (in London) Fred Elizalde. Am 13. Mai 1927 kam es zur Einspielung durch Bix Beiderbecke (Volume 1: Singin’ the Blues), die in der Jazzgeschichte als „Meisterwerk“ gilt.
Jimmy Noone nahm den Titel 1936 auf. 1938 spielten die Kansas City Six den Song ein; neben Lester Young (auf Tenorsaxophon bzw. Klarinette) und Buck Clayton war hier Eddie Durham mit einem der „ersten Soli der Jazzgeschichte auf der E-Gitarre“ zu hören. Im selben Jahr verewigte in Paris Bill Coleman seine Version des Songs. Weitere Aufnahmen stammen von The Andrews Sisters,  Al Jolson, aber auch von Tommy Dorsey und ebenso Jimmy Dorsey, die beide den Song 1950 in einer Combobesetzung einspielten. Nur vereinzelt gibt es Bigbandaufnahmen des Titels, etwa von Duke Ellington, Ray Noble und Claude Thornhill.
In den 1950er Jahren entdeckten nach Versionen von Sharkey Bonano mit seinen Kings of Dixieland und von Jimmy McPartland (1956) die europäischen Revivalbands den Song: Chris Barber, Acker Bilk, die Düsseldorfer Feetwarmers oder die Maryland Jazz Band of Cologne. Die Dutch Swing College Band macht Way Down Yonder in New Orleans sogar zu ihrer Erkennungsmelodie und nahm den Song immer wieder auf.
Daneben lebt der Song auch in der Popmusik weiter. 1953 nahmen ihn Frankie Laine und Jo Stafford erfolgreich auf; 1959 folgte  Freddy Cannon, der mit seiner Version 1960 Platz 3 der Billboard-Charts erreichte.

## Verwendung im Film
Der Song wurde zunächst im Filmmusical The Story of Vernon and Irene Castle (1937) verwendet, allerdings nur als Bestandteil eines Medleys. 1951 erklang er in Somebody Loves Me; auch wurde er 1959 in einer Bigband-Version für den Soundtrack der Gene Krupa Story verwendet. In der französischen Film-Komödie Nur eine Stunde Ruhe! (2014) von Patrice Leconte läuft der Song im Abspann.